# Stactobia dain
Stactobia dain är en nattsländeart som beskrevs av Schmid 1983. Stactobia dain ingår i släktet Stactobia och familjen smånattsländor. Inga underarter finns listade i Catalogue of Life.